# Schlernhexen

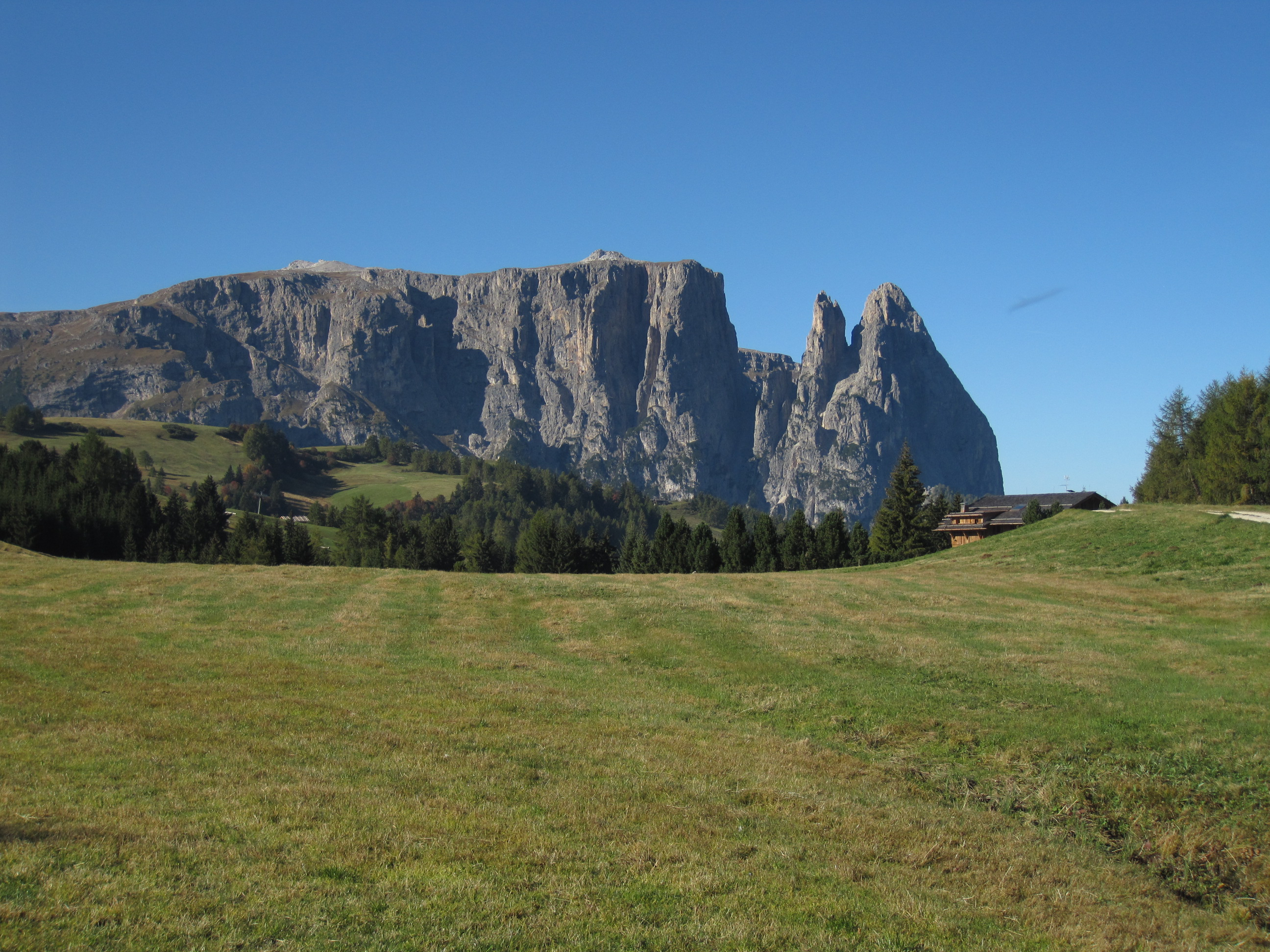
Der Schlern, Blick von der Seiser Alm

Die Schlernhexen sind Sagenfiguren aus Südtirol, die speziell im Gebiet um den Schlern in verschiedenen Legenden und Erzählungen auftauchen. In den meisten Überlieferungen werden sie für schwere Unwetter verantwortlich gemacht.
Als Schlernhexen werden ferner im Volksmund in Südtirol die Alpen-Grasnelken bezeichnet, die einer Sage nach verzauberte Frauen sind.

## Sagen und Legenden

### Die Schlernhexen als Unheilsbringer
Die am weitesten verbreitete Legende beschreibt die Schlernhexen als Wetterhexen, die für schwere Unwetter rings um den Schlern verantwortlich sind und von den Einwohnern der anliegenden Orte gefürchtet werden. Einer Überlieferung zufolge versammelten sich einst die Wetterhexen auf dem Schlern. Ein Zwerg beobachtete von der unweit gelegenen Rosengartengruppe aus, dass dunkle Wolken über dem Berg aufzogen, in denen sich die Hexen verbargen. Er wollte der Sache auf den Grund gehen und ging auf den Schlern. Dort konnte er die Hexen belauschen und erfuhr, dass sie planten, ein gewaltiges Unwetter zu erschaffen und die komplette Gegend zu verwüsten. Der Zwerg konnte jedoch auch hören, wie die Hexen erzählten, dass das Unwetter durch ein bestimmtes Läuten einer Kirchenglocke, den sogenannten „Wetterstroach“, gestoppt werden könne. Daraufhin eilte der Zwerg ins nächstgelegene Dorf und trug dem dortigen Messner auf, das „Wetter zu läuten“. Das Unwetter wurde daraufhin abgeschwächt und die Gegend gerettet.

### Die Rache der Schlernhexen

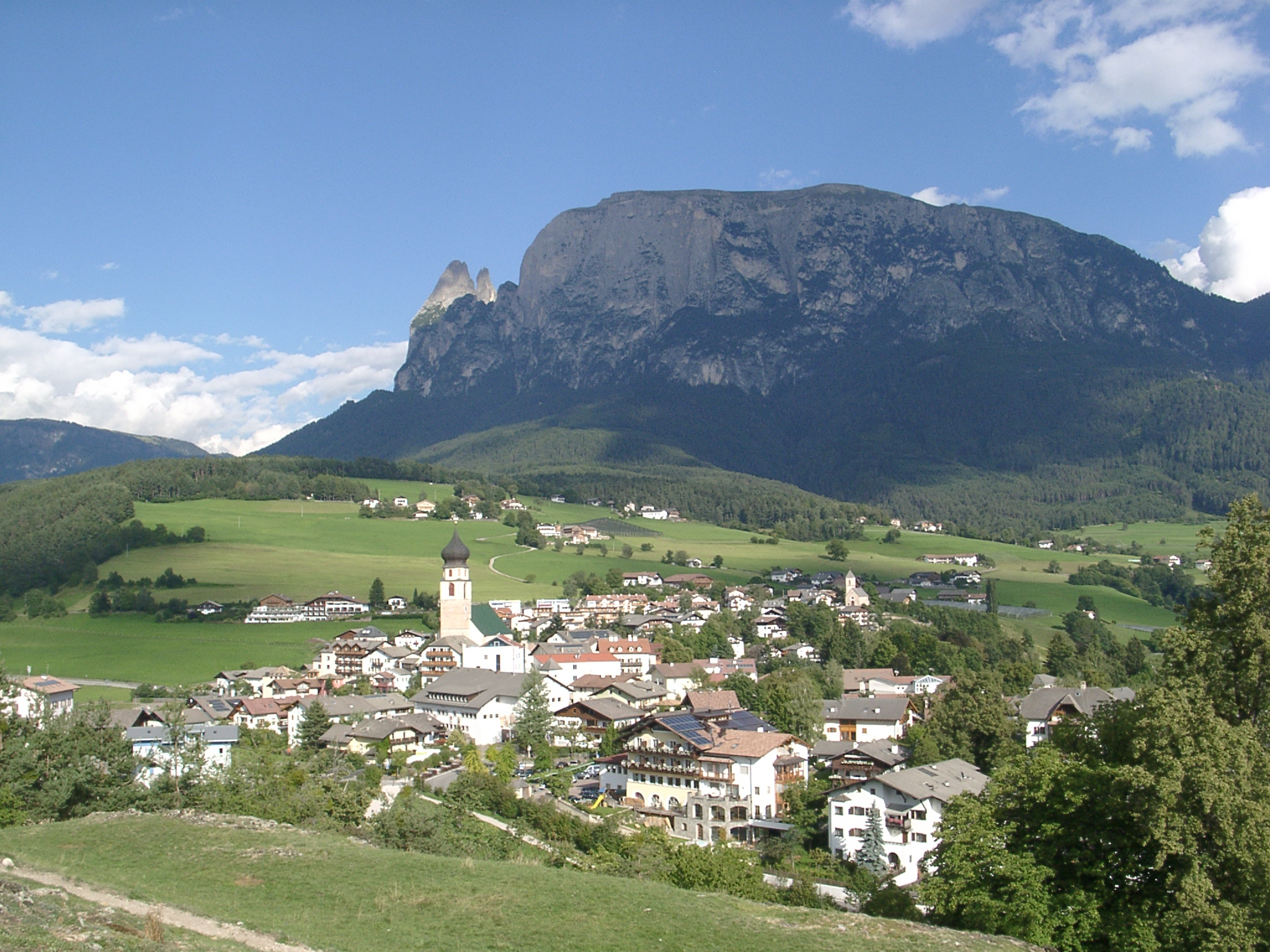
Völs, im Hintergrund der Schlern

Ein Pfarrer aus Völs am Schlern wanderte einst durch ein Waldstück unweit des Ortes. Da es ein heißer Sommertag war, legte er sich in den Schatten, um ein Schläfchen zu halten. Als er wieder erwachte, war bereits tiefste Nacht und der Pfarrer fand nicht mehr aus dem Wald heraus. Also beschloss er, im Gebüsch zu übernachten. Was er jedoch nicht bemerkt hatte, war, dass er auf seinem Irrweg direkt an den Hexentanzplatz der Schlernhexen gekommen war. Diese entzündeten ein Feuer, bemerkten den Pfarrer und quälten ihn zu Tode. Der Pfarrvikar der Völser Kirche bemerkte noch in der Nacht das Verschwinden des Pfarrers, ein eilig gebildeter Suchtrupp fand den grausam zugerichteten Leichnam am nächsten Morgen. Die Schlernhexen hatten sich an dem Pfarrer gerächt, da dieser ihnen mehrfach durch sein „Wetterläuten“ ihre Unwetterpläne durchkreuzt hatte.

### Die Schlernhexen und der Bauer Hansel
Am Fuß des Schlern lebte einst ein Bauer namens Hansel mit seiner Frau. Als seine Frau an einem warmen Sommerabend Wasser vom Brunnen holte, bemerkte sie, dass über dem Berg dunkle Wolken aufzogen, zwischen denen sie eine Schlernhexe ausmachen konnte. Sie lief zu ihrem Mann, welcher sofort aufsprang, um die Hexe zu töten. Er nahm sein Gewehr, besprengte die Munition mit Weihwasser und begab sich auf die Tenne seines Hofes. Von dort schoss er in die Wolken, traf und tötete die Schlernhexe. Die tote Hexe fiel direkt vor Hansels Füße und sah so furchteinflößend aus, dass dieser sofort in Ohnmacht fiel. Hansel brauchte mehrere Jahre, um den Schock des Anblicks der Hexe zu überwinden.

### Die gute Schlernhexe Martha
Die Geschichte der Schlernhexe Martha beschreibt diese als die Gutmütige unter den Hexen. Sie war der Natur der Dolomiten sehr zugetan und galt als besonders freundlich zu Kindern, obwohl diese sich wegen ihres Aussehens oft vor ihr erschraken. Der Überlieferung nach konnte Martha die Gestalt eines Eichhörnchens annehmen.

### Die Schlernhexen und der Zwergenkönig Laurin

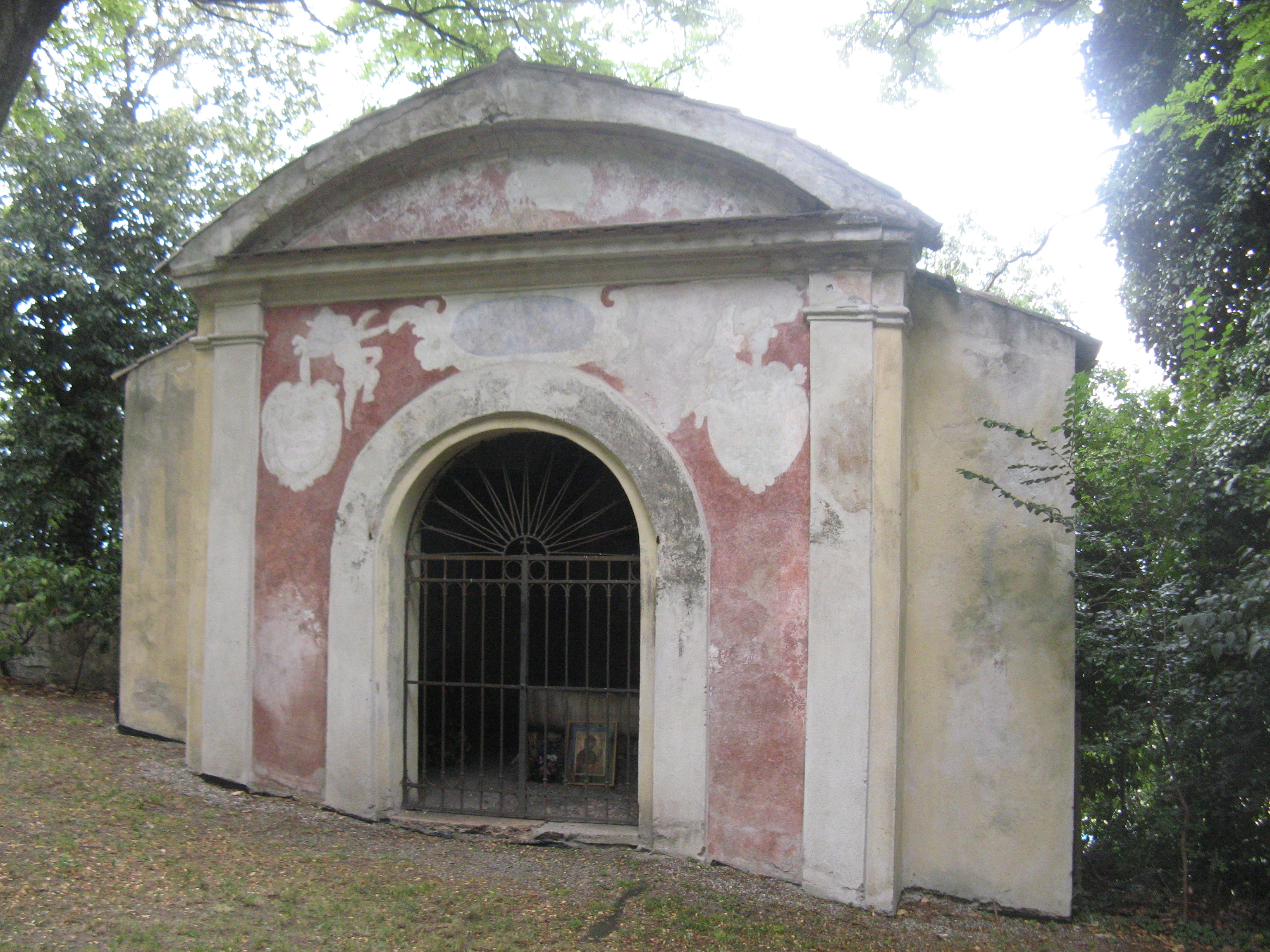
Kapelle an der Heiliggrabkirche auf dem Virgl in Bozen

Eine andere Legende um die Schlernhexen bezieht sich auf den sagenumwobenen Zwergenkönig Laurin. Dieser hatte in der neben dem Schlern gelegenen Rosengartengruppe einen prächtigen Garten angelegt. Zu jener Zeit befand sich auch auf dem Schlern ein blühender Garten, der von saligen Frauen gepflegt wurde. Die Bewohner der Gegend, aber auch Zwerge und Riesen buhlten um die Gunst der Saligen, dabei kam es dazu, dass der Rosengarten Laurins in Mitleidenschaft gezogen und er selbst ins Tal geschleift wurde. Eine der saligen Frauen sah Laurin in dieser Situation und musste darüber lachen, was den Zwergenkönig derart erzürnte, dass er die Frauen und den Berg verfluchte. Der Garten auf dem Schlern verschwand, die Saligen verwandelten sich in kleine Blumen – die Schlernhexen. Der Schlernwind, ein gutmütiger Riese, blies die Blumen eines Tages in den Garten der Heiliggrabkirche am Virgl in Bozen, woraufhin sie sich dort ausbreiteten. Die Stampf-Nandl, die den Kirchengarten pflegte, zupfte die meisten der Blumen aus und warf sie in den Brunnen der nahe der Kirche befindlichen Kapelle. An diesem heiligen Ort schließlich wurde der Fluch Laurins gebrochen, und aus den Schlernhexen im Brunnen wurden wieder kleine salige Frauen.
Die Sage erzählt außerdem, dass der Storch, wenn er werdenden Eltern in der Gegend eine besonders hübsche Tochter bringen will, diesen eine der kleinen Saligen aus dem Brunnen in der Kapelle an der Heiliggrabkirche bringt.

## Die Schlernhexen in der Gegenwart

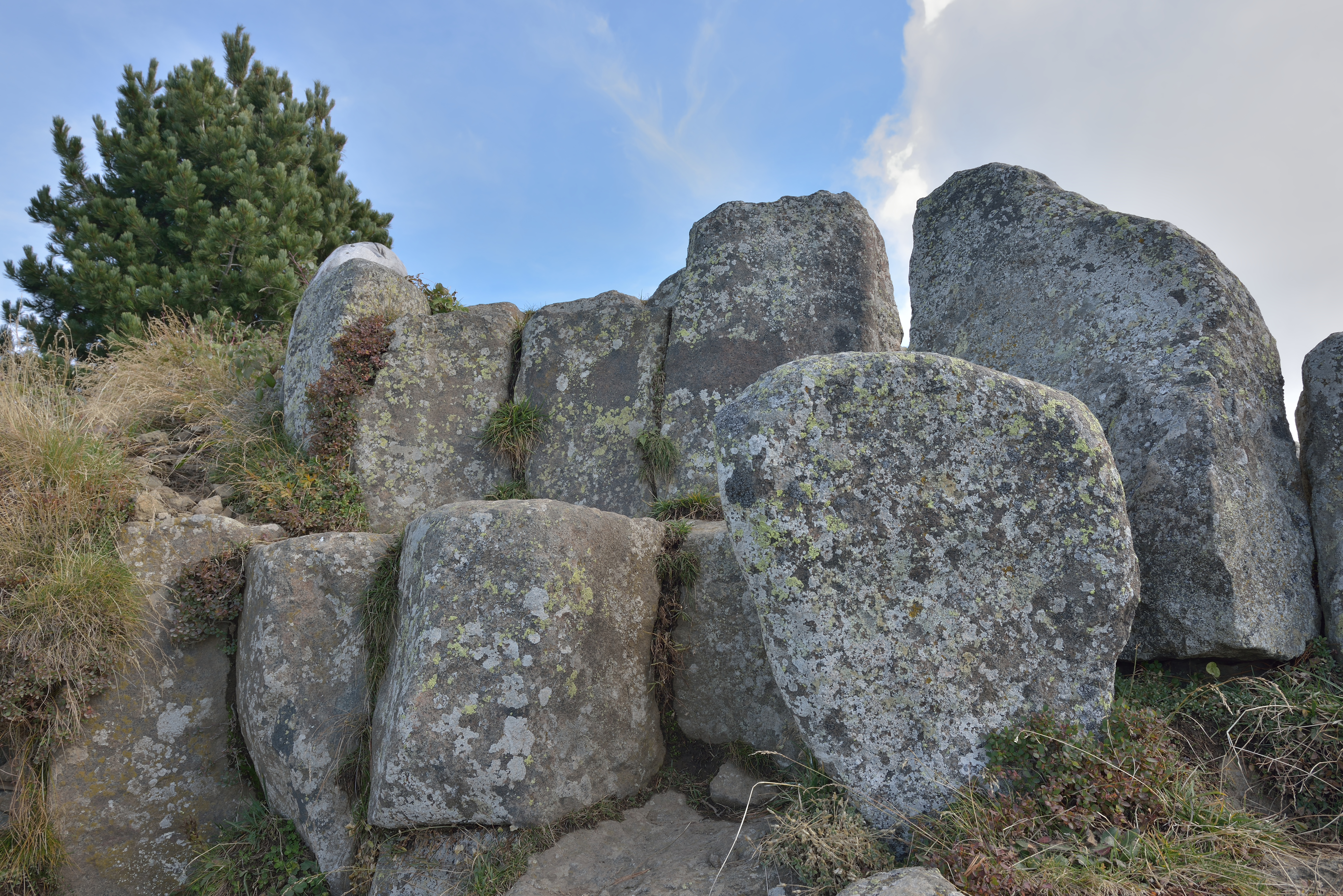
Die „Hexenbänke“ auf Puflatsch

Das Motiv der Schlernhexen wird in den Ortschaften rund um die Schlerngruppe auf vielfältige Art, zum Beispiel in Form von Statuen oder Puppen, verwendet.
Eine markante Steinformation auf Puflatsch wird als „Hexenbänke“ und „Hexenstühle“ bezeichnet, diese lassen sich etwa durch Themenwanderungen mit dem Motto „Schlernhexen“ erreichen.
Die Schlernhexe „Nix“ ist das Maskottchen einer Kinder-Skischule und wird durch den örtlichen Tourismusverband vermarktet; auf der Seiser Alm wird zudem jedes Jahr ein Winter-Kinder-Festival veranstaltet, durch das die Schlernhexe Nix die Besucher führt.